# DumDum Boys
DumDum Boys est un groupe de rock norvégien, originaire de Trondheim. Il est formé vers la fin des années 1970 en tant que groupe de punk rock sous le nom Wannskrækk. Après avoir sorti quelques singles sous ce nom, ils adoptent leur nouveau nom. Peu de temps après, le groupe sort un nouveau single en 1985. Inspirés par Lacet Myrvold et The Aller Værste!, ils produisent leur propre musique avec des paroles en norvégien. Le nouveau nom du groupe, DumDum Boys, est inspiré d'une chanson de l'album The Idiot d'Iggy Pop. Leur premier album est appelé Blodig Alvor (NaNaNaNa).

## Biographie
Il est formé vers la fin des années 1970 en tant que groupe de punk rock sous le nom Wannskrækk, à Trondheim. Le groupe se produit pour la première fois au club Angelltrøa à Trondheim en 1979, et se popularise en peu de temps dans la communauté. Après avoir sorti quelques singles sous ce nom, ils adoptent leur nouveau nom. En 1985, ils décident de changer leur nom pour DumDum Boys (d'après une chanson d'Iggy Pop et David Bowie). Le groupe chante en norvégien, puis attire l'intérêt des maisons de disques. Ils publient leur premier single, Sorgenfri
Ils enregistrent et publient leur premier EP auto-produit, Bapshuari, avant de signer chez CBS Records (maintenant Sony). En 1988 sort leur premier album studio, Blodig Alvor (NaNaNaNa), enregistré au Nidaros Studio et produit par Roger Valstad. Le disque est bien accueilli par la critique et vendu mieux que prévu. L'album contient des chansons comme En vill en, Lunch i det grønn et Idyll. L'album est récompensé d'un Grammy Award en 1988 dans la catégorie meilleur album rock, et le groupe se délocalise à Oslo. L'année suivante, en 1989, le groupe termine son deuxième album, Splitter Pine, qui est suivi par une tournée. L'album et la chanson homonyme sont des succès. La tournée comprend des dates au Kalvøyafestivalen, Roskildefestivalen et un concert à Moscou. Aux Grammy Awards en 1989, il remporte lui aussi un prix dans la catégorie meilleur album rock. En 1990, ils recrutent un claviériste officiel, Atle Karlsen.
En 1992, le groupe est libéré de son contrat avec Sony, et publie l'album Oh Yeah! après avoir conclu un accord de distribution avec EMI Records. La compilation Riff 1980–85, qui contient tous les studios nouvelles de la période Wannskrækk (y compris des chansons de la bande de démonstration), a été libéré au début de l'année. Le nouvel album du groupe, Transit, est enregistré au Ambience Studio d'Oslo et Bergen avec le producteur Yngve Sætre. Transit reçoit des critiques élogieuses. Le disque est un succès, et reçoit un Grammy Award dans la catégorie rock. Après une pause d'un an, Persi Iveland se sépare du groupe. Il est remplacé par un nouveau bassiste, Aslak Dørum. Le 14 mai 1993, le groupe joue son premier concert avec Dørum à la basse.

## Membres

### Membres actuels
- Per Øivind Houmb - chant
- Kjartan Kristiansen  - guitare, chœurs
- Aslak Dørum - basse, chœurs
- Sola Jonsen - batterie, chœurs

### Anciens membres
- Persi Iveland - basse (1985–1993)
- Atle Karlsen - claviers (1989–2007)

## Discographie

### Albums studio
- 1988 : Blodig Alvor
- 1989 : Splitter pine
- 1990 : Pstereo
- 1992 : Transit
- 1994 : Ludium
- 1996 : Sus
- 1998 : Totem
- 2006 : Gravitasjon
- 2009 : Tidsmaskin
- 2012 : Ti liv (avec Tuva Syversten)
- 2018 : Armer og bein

### Album live
- 1994 : 1001 Watt

### Compilations
- 1992 : Riff - Wannskrækk 1980–85
- 2001 : Schlägers

### EP
- 1986 : Bapshuari (EP)

### Singles
- 1986 : Sorgenfri
- 1989 : Boom Boom
- 1989 : Splitter pine
- 1990 : Plaster på såret
- 1990 : Englefjes
- 1992 : Transit Stigmata Exit
- 1994 : Mitt hjertes trell
- 1996 : Sustema Magica
- 1996 : Bapshuariar
- 1997 : Stjernesludd
- 1998 : Ikke faen
- 2006 : Enhjørning
- 2009 : Snø på Mars
- 2012 : Tre er to for mye
- 2012 :  Kort rødt skjørt

### Split
- 2011 : Mitt Lille Land

## DVD
- 2004 : DumDum Boys i Dødens Dal (live, DVD)